# Intel740

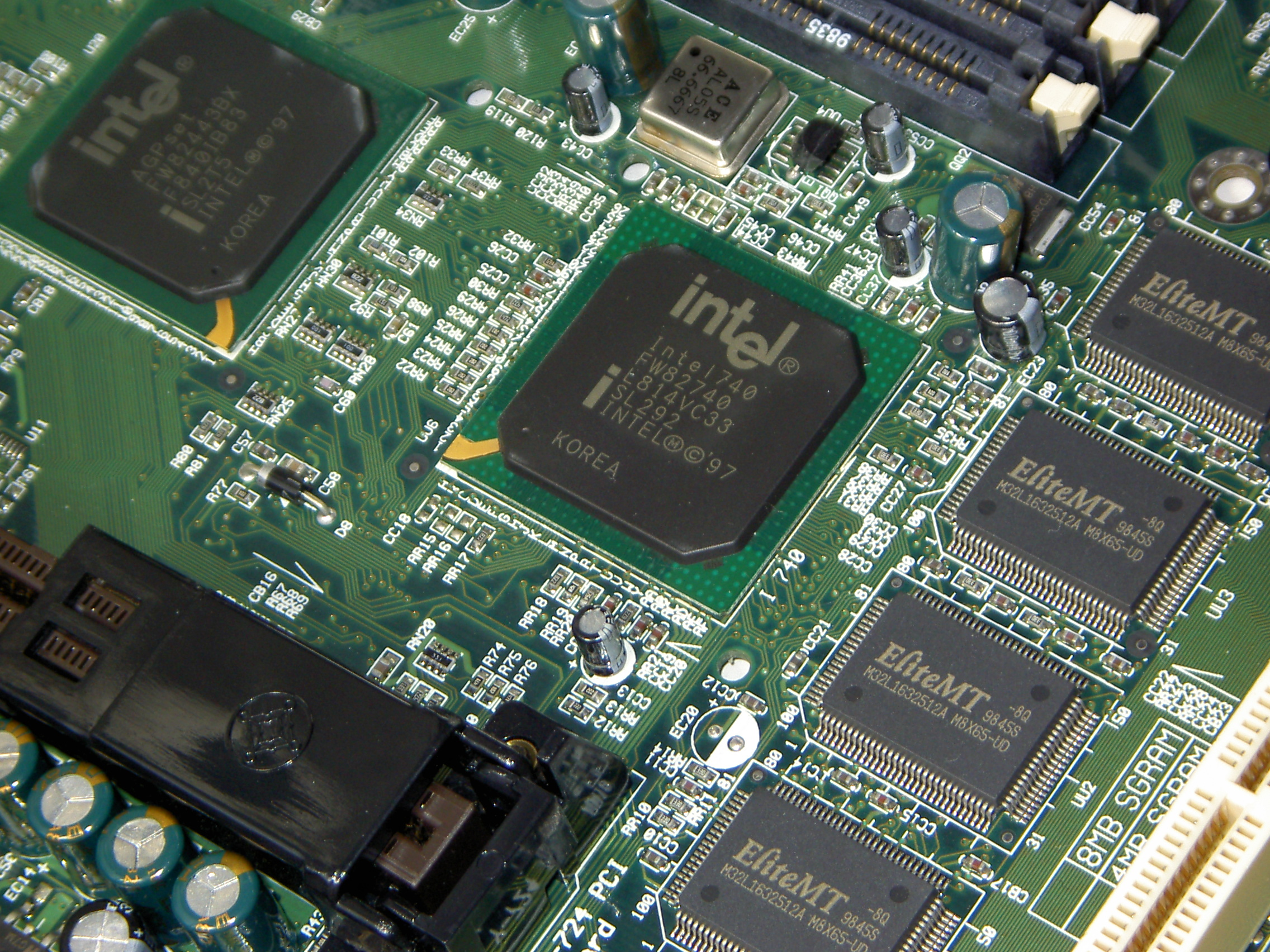
主機板上的i740顯示核心。

Intel740（常被簡稱為i740）是英特爾公司研發的顯示核心，於1998年2月正式發佈。
Intel於1997年7月收购了 Chips and Technologies 公司。這間公司專注研發笔记本電腦的2D顯示核心。通過收购這間公司，Intel得到了2D顯示核心的技術。3D技術方面是在Real3D公司的協助下研发的。Real3D是洛克西德·馬丁的子公司，而Intel持有該公司的20％股权，所以得以與REAL3D合作研發顯示核心。它支持AGP 2X，有8MB顯示記憶體。像素填充率是55Mpixels/s，支持DVD解压，亦支持3D加速，包括OpenGL。
i740是第一款采用HyperPipelined 3D架构的顯示核心，亦是64bit架构。它採用0.35微米工藝製造，核心頻率與AGP接口同步，即是預設值為66MHz。通过提高AGP接口的頻率，就可以將核心超频。除了3D圖形顯示外，i740提供出色的2D显示和视频播放效果。
i740的另一个目的是推广AGP标准。i740是第一款AGP 2X显示卡，i740的高銷量使其他顯示核心厂商接納AGP标准。

## HyperPipelined 3D架构
這個架构有幾個特點：
- Precise Pisel Interpolation - 配合纹理引擎，通過在像素值和颜色值的插补过程中，就能得到精确的结果。目的是提高顯示質素。

- Parallel Data Processing - 允许核心同时执行几个命令，在一个畫面中实现数個特性時，都能保持高性能。

- Direct Memory Execution - 使核心能利用系統記憶體儲存纹理數據，這樣纹理大小理伦上變成无限制。

## 效能
在游戏應用中，i740的效能约为Voodoo2的一半，亦低過Voodoo。在3D Winbench 98的標準檢查程式中，它的效能竟然與Voodoo2处于同一水平，所以有人認為顯示卡的驅動程式欺騙了該檢查程式。

## 後續版本
在1999年4月27日，英特爾公佈了Intel740的後續版本：Intel752（常被簡稱為i752）。它的核心架构是128bit，核心频率为100MHz，顯示記憶體频率为133MHz，最大支援16MB顯示記憶體。核心擁有兩條像素流水線，多边形生成率為每秒300万个，像素填充率是每秒1亿。立體功能方面，核心支持环境雾化、单周期纹理合成和16bit深度缓冲。特效方面，它支援凸凹纹理映射和纹理压缩。但英特爾在發售前決定將i752整合在主機版上，取消獨立型顯示卡，所以i752只有工程開發版的獨立顯示卡產品流傳於市場上。整合i752顯示卡的主機板系統記憶體會透過Dynamic Video Memory Technology技术成為顯示記憶體。這個技術會從系統記憶體劃出1MB作為顯示記憶體，有需要時，驅動程式會彈性地劃出更多。這個技術有點像現時的HyperMemory技術。
後來，Intel752改為Intel754以支援AGP 4X，整合於i810E晶片組中，其他規格與i752相同。

## 結語
藉著Intel的霸主地位和便宜的价格，很多厂商都推出了有關i740的产品，产品价格持續下降，使得i740的銷量頗高，亦提高了Intel在圖形核心市场的占有率。但Intel原先預計i740有不錯的效能，可惜事與願違，不能在獨立顯示卡市場取得一席之地。亦令Intel意識到主流市場才是其目標。其後，Intel將i740图形核心整合到芯片组内，成為i810和i815整合式芯片组，再度提高其市场占有率。i740亦為其後Intel成為市場一哥奠下良好基礎。
i740使Intel成為低階顯示卡市場的霸主，間接迫使S3 Graphics（旭上）和Trident Microsystem從顯示卡市場敗退。最後S3被VIA併購；Trident則是將顯示卡部門售予SiS，轉往DVD/HDTV/Video視訊處理晶片方面發展。

## 外部連結
- Intel740 Graphics Accelerator Datasheet
- 泡泡网 - Intel显示芯片回顾 （页面存档备份，存于）